# Pietroasa, Cluj

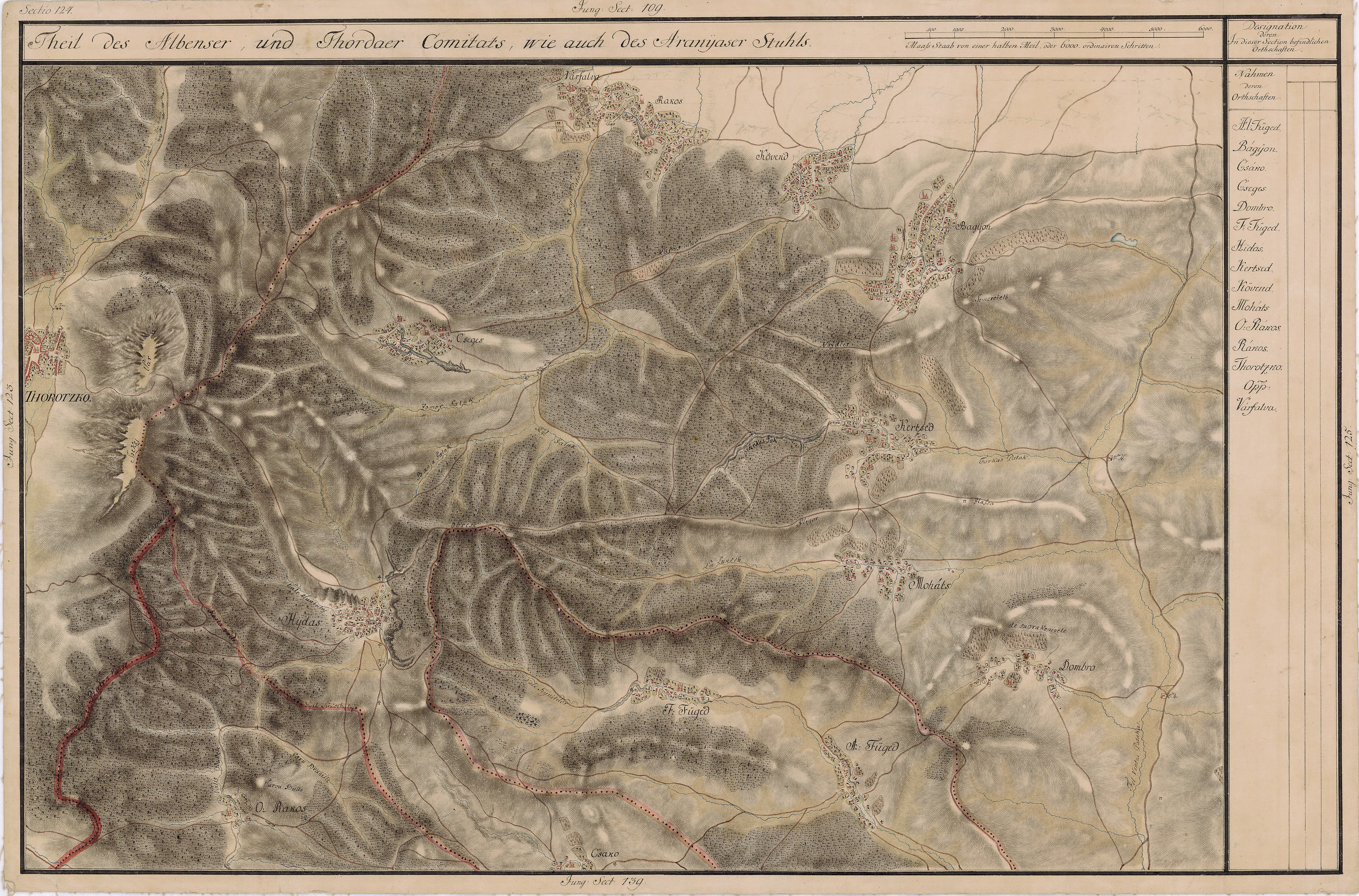
Pietroasa (Cseges) pe Harta Iosefină a Transilvaniei, 1769-1773 (Sectio 124)

Pietroasa (în trecut Ceagz; în maghiară Csegez sau Csepegővár, în germană Reichenstein) este un sat în comuna Moldovenești din județul Cluj, Transilvania, România.
Pe Harta Iosefină a Transilvaniei din 1769-1773 (Sectio 124), localitatea apare sub numele de Cseges.

## Date geografice
Altitudinea medie: 497 m. 

## Istoric
Până în anul 1876 satul a aparținut Scaunului Secuiesc al Arieșului.

## Demografie
Populație mixtă (români și maghiari). Maghiarii aparțin cultului unitarian.